# Maximumkaart
Een maximumkaart is een prentbriefkaart met een (afgestempelde) postzegel op de beeldzijde die verband houdt met de afbeelding van de kaart. Het is de bedoeling dat ook de afstempeling (plaats, datum en thema van het stempel) hiermee in verband staat. De term maximumkaart verwijst naar de maximale samenhang tussen prentbriefkaart, postzegel en afstempeling; deze term werd rond 1930 al gebruikt. 
Een voorbeeld is een kaart met de afbeelding van een schilderij, als datzelfde schilderij ook op de postzegel is afgebeeld. Een postzegel geplakt op een kaart met een afbeelding van het zegelbeeld wordt minder op prijs gesteld, en wordt niet toegelaten op tentoonstellingen. 
De liefhebberij en het verzamelen van maximumkaarten heet maximafilie.
Zie ook: Kinderbedankkaart